# Стрибки з трампліна на зимових Олімпійських іграх 2010 — командні змагання (великий трамплін)
Командні змагання стрибунів з трамліна у програмі Зимових Олімпійських ігор 2010 відбулися в Олімпійському парку Вістлера, Вістлер, Британська Колумбія, 22 лютого 2010.

## Результати
Змагання почалися практикою о 09:00, перший та другий заліковий стрибок о 10:00 та 10:45, відповідно. Австрія захистила свій олімпійський титул. Стрибок Шліренцауера на 145.0 м став найдальшим в олімпійській історії.
Результати змагань наведені в таблиці.
| Місце | Стартовий номер | Країна                                                                        | Стрибок 1 Відстань (м)  | Стрибок 1 Оцінка              | Стрибок 1 Місце | Фінал Відстань (м)      | Фінал Оцінка                  | Фінал Місце | Сумарний результат |
| ----- | --------------- | ----------------------------------------------------------------------------- | ----------------------- | ----------------------------- | --------------- | ----------------------- | ----------------------------- | ----------- | ------------------ |
| 1     | 12              | Австрія Вольфганг Лойтцль Андреас Кофлер Томас Моргенштерн Грегор Шліренцауер | 138.0 132.0 135.5 140.5 | 547.3 140.4 126.1 135.9 144.9 | 1               | 138.5 142.0 135.0 146.5 | 560.6 141.8 138.6 135.0 145.2 | 1           | 1107.9             |
| 2     | 11              | Німеччина Міхаель Ноймаєр Андреас Ванк Мартін Шмітт Міхаель Урман             | 137.0 128.5 128.0 135.0 | 509.3 135.6 120.3 119.9 133.5 | 2               | 136.5 139.0 122.0 140.0 | 526.5 134.7 141.7 106.6 143.5 | 2           | 1035.8             |
| 3     | 10              | Норвегія Андерс Бардал Том Гільде Йоган Ремен Евенсен Андерс Якобсен          | 128.0 127.5 131.5 138.0 | 504.0 118.4 118.5 126.7 140.4 | 3               | 127.0 139.0 129.5 140.5 | 526.3 117.1 141.7 122.1 145.4 | 3           | 1030.3             |
| 4     | 9               | Фінляндія Матті Гаутам'які Янне Гаппонен Калле Кейтурі Гаррі Оллі             | 133.5 128.5 123.0 134.0 | 490.2 129.8 120.3 108.4 131.7 | 4               | 130.0 139.0 132.0 134.5 | 524.4 123.5 142.2 126.6 132.1 | 4           | 1014.6             |
| 5     | 6               | Японія Іто Дайкі Таку Такеуті Точімото Сьохей Касай Норіакі                   | 129.5 125.5 128.0 133.5 | 484.7 122.1 113.4 118.4 130.8 | 5               | 133.5 129.5 132.0 140.0 | 523.0 130.8 122.1 126.6 143.5 | 5           | 1007.7             |
| 6     | 8               | Польща Стефан Гуля Лукаш Рутковський Каміль Стох Адам Малиш                   | 129.0 123.0 126.5 136.5 | 484.0 122.2 108.4 116.2 137.2 | 6               | 127.5 134.5 139.5       | 512.7 118.5 132.6 143.1       | 6           | 996.7              |
| 7     | 5               | Чехія Антонін Гаєк Роман Куделька Лукаш Глава Якуб Янда                       | 129.0 131.0 125.0 128.0 | 477.4 121.2 124.3 112.5 119.4 | 7               | 135.0 135.5 126.0 129.0 | 504.4 134.0 134.4 114.3 121.7 | 7           | 981.8              |
| 8     | 7               | Словенія Прімоз Пікль Мітя Мажнар Петер Превц Роберт Кранєц                   | 124.0 126.5 132.0 129.0 | 472.2 109.2 114.7 127.1 121.2 | 8               | 119.5 131.0 127.5 139.0 | 486.6 102.1 124.3 118.0 142.2 | 8           | 958.8              |
| 9     | 3               | Франція Вінсан Декомб Севуа Давид Лаззароні Александр Маббу Емануель Шедаль   | 125.0 108.5 127.5       | 419.8 111.0 112.0 78.8 118.0  | 9               |                         |                               | 09 !        | 419.8              |
| 10    | 4               | Росія Павло Карелін Денис Корнілов Ілля Росляков Дмитро Іпатов                | 114.5 129.5 119.5 118.5 | 414.1 90.6 122.1 101.1 100.3  | 10              |                         |                               | 10 !        | 414.1              |
| 11    | 2               | США Андерс Джонсон Пітер Френетті Тейлор Флетчер Ніколас Александер           | 115.5 124.5 88.5 119.0  | 340.0 92.4 111.1 36.3 100.2   | 11              |                         |                               | 11 !        | 340.0              |
| 12    | 1               | Канада Маккензі Бойд-Клауз Тревор Морріс Ерік Мітчел Стефан Рід               | 105.0 101.0 102.0 114.0 | 294.6 72.0 64.8 66.6 91.2     | 12              |                         |                               | 12 !        | 294.6              |